# Drosophila nigrodigita
Drosophila nigrodigita är en tvåvingeart som först beskrevs av Lin och Ting 1971.  Drosophila nigrodigita ingår i släktet Drosophila och familjen daggflugor.
Artens utbredningsområde är Taiwan.